# International Booker Prize
De International Booker Prize is een literaire prijs die jaarlijks wordt uitgereikt voor het beste fictiewerk van over de hele wereld dat in het Engels is vertaald en in het Verenigd Koninkrijk en Ierland is gepubliceerd. De prijs is de internationale tegenhanger van de Booker Prize for Fiction en is bestemd voor auteurs van buiten het Gemenebest van Naties en Ierland.
De prijs bestaat uit 50.000 pond, die verdeeld wordt tussen de auteur en de vertaler. De schrijvers en vertalers van de vier andere titels op de shortlist krijgen ieder 1000 pond. In 2019 trok de Man Group zich terug en kwam er een nieuwe sponsor: Crankstart, de organisatie voor goede doelen van de Britse durfkapitalist Michael Moritz en zijn vrouw, de Amerikaanse schrijfster Harriet Heyman.
De prijs werd in 2005 ingesteld als de Man Booker International Prize. De prijs was tot 2016 een oeuvreprijs
en werd tweejaarlijks uitgereikt aan een auteur van om het even welke nationaliteit. Het werk moest in het Engels geschreven zijn, of ruim beschikbaar in Engelse vertaling. De winnaar ontving een trofee en 60.000 pond sterling. Bovendien mocht de winnende auteur een favoriete vertaler van haar of zijn werk aanwijzen, die 15.000 pond (ca. 24.000 euro) ontving. De prijs kon maar eenmaal door dezelfde persoon gewonnen worden en werd gesponsord door de investeringsmaatschappij Man Group.

## Winnaars

### 2025
- Banu Mushtaq (India) met Heart Lamp vertaald uit het Kannada door Deepa Bhasthi
  - Jury: Max Porter (voorzitter), Caleb Femi, Sana Goyal, Anton Hur en Beth Orton
    - Shortlist: Vincent Delecroix, Hiromi Kawakami, Vincenzo Latronico, Anne Serre, Solvej Balle

### 2024
- Jenny Erpenbeck (Duitsland) met Kairos vertaald uit het Duits door Michael Hofmann.
  - Jury: Eleanor Wachtel, Natalie Diaz, Romesh Gunesekera, William Kentridge en Aaron Robertson
    - Shortlist: Selva Almada, Ia Genberg, Hwang Sok-yong, Jente Posthuma, Itamar Vieira Junior

### 2023
- Georgi Gospodinov (Bulgarije) met Time Shelter (Schuilplaats voor andere tijden) vertaald uit het Bulgaars door Angela Rodel.
  -     - Shortlist: Eva Baltasar, Cheon Myeong-kwan, Maryse Condé, GauZ’, Guadalupe Nettel

### 2022
- Geetanjali Shree (India), met Tomb of Sand vertaald uit het Hindi door Daisy Rockwell.[2]
  -     - Shortlist: Mieko Kawakami, David Boyd, Sam Bett, Claudia Piñeiro, Frances Riddle, Jon Fosse, Anton Hur, Bora Chung, Jennifer Croft, Olga Tokarczuk, Daisy Rockwell en Damion Searls

### 2021
- David Diop (Frankrijk), met At Night All Blood is Black, vertaald uit het Frans door Anna Moschovakis.
  - Jury: Lucy Hughes-Hallett (voorzitter), Aida Edemariam, Olivette Otele, Neel Mukherjee en George Szirtes
    - Shortlist: Mariana Enríquez, Benjamín Labatut, Olga Ravn, Maria Stepanova en Éric Vuillard

### 2020
- Marieke Lucas Rijneveld (Nederland), met The Discomfort of Evening, vertaald uit het Nederlands door Michele Hutchison.
  - Jury: Ted Hodgkinson (voorzitter), Lucie Campos, Jennifer Croft, Valeria Luiselli en Jeet Thayil
    - Shortlist: Shokoofeh Azar, Gabriela Cabezón Cámara, Daniel Kehlmann, Fernanda Melchor en Yoko Ogawa

### 2019
- Jokha Alharthi (Oman),  met Celestial Bodies, vertaald uit het Arabisch door Marilyn Booth
  - Jury: Bettany Hughes (voorzitter), Maureen Freely, Angie Hobbs, Pankaj Mishra en Elnathan John
    - Shortlist: Annie Ernaux, Marion Poschmann, Olga Tokarczuk , Juan Gabriel Vásquez en Alia Trabucco Zeran

### 2018
- Olga Tokarczuk (Polen),  met Flights, vertaald door Jennifer Croft
  - Jury: Lisa Appignanesi (voorzitter), Michael Hofmann, Hari Kunzru, Tim Martin en Helen Oyeyemi
    - Shortlist: Virginie Despentes, Han Kang, László Krasznahorkai, Antonio Muñoz Molina en Ahmed Saadawi

### 2017
- David Grossman (Israël), met A Horse Walks Into a Bar, vertaald door Jessica Cohen
  - Jury: Nick Barley (voorzitter), Daniel Hahn, Helen Mort, Elif Shafak en Chika Unigwe
    - Shortlist: Mathias Énard, Roy Jacobsen,  Dorthe Nors, Amos Oz en Samanta Schweblin

### 2016
- Han Kang  (Zuid-Korea), met The Vegetarian, vertaald door Deborah Smith
  - Jury: Boyd Tonkin (voorzitter), Tahmima Anam, David Bellos, Daniel Medin en Ruth Padel
    - Shortlist: José Eduardo Agualusa, Elena Ferrante, Yan Lianke, Orhan Pamuk en Robert Seethaler

### 2015
- László Krasznahorkai (Hongarije)
  - Jury: Marina Warner (voorzitter),  Nadeem Aslam, Elleke Boehmer , Edwin Frank en Wen-chin Ouyang
    - Genomineerd: César Aira , Hoda Barakat, Maryse Condé , Mia Couto , Amitav Ghosh, Fanny Howe, Ibrahim al-Koni, Alain Mabanckou en Marlene van Niekerk

### 2013
- Lydia Davis (Verenigde Staten)
  - Jury: Sir Christopher Ricks (voorzitter), Elif Batuman, Yiyun Li, Aminatta Forna en Tim Parks
    - Genomineerd: U.R. Ananthamurthy, Intizar Hussain, Josip Novakovich, Peter Stamm, Aharon Appelfeld, Yan Lianke, Marilynne Robinson, Lydia Davies, Marie NDiaye en Vladimir Sorokin

### 2011
- Philip Roth (Verenigde Staten)
  - Jury: Rick Gekoski (voorzitter), Carmen Callil en Justin Cartwright
    - Genomineerd: Wang Anyi, Juan Goytisolo, James Kelman, John le Carré, Amin Maalouf, David Malouf, Dacia Maraini, Rohinton Mistry, Philip Pullman, Marilynne Robinson, Philip Roth, Su Tong en Anne Tyler

### 2009
- Alice Munro (Canada)
  - Jury: Jane Smiley (voorzitter), Amit Chaudhuri en Andrej Koerkov
    - Genomineerd: Peter Carey, Evan S. Connell, Mahashweta Dewi, E.L. Doctorow, James Kelman, Mario Vargas Llosa, Arnošt Lustig, Alice Munro, V.S. Naipaul, Joyce Carol Oates, Antonio Tabucchi, Ngugi wa Thiongo, Dubravka Ugresic en Loedmila Oelitskaja

### 2007
- Chinua Achebe (Nigeria)
  - Jury: Elaine Showalter (voorzitter), Nadine Gordimer en Colm Tóibin
    - Genomineerd: Chinua Achebe, Margaret Atwood, John Banville, Peter Carey, Don DeLillo, Carlos Fuentes, Doris Lessing, Ian McEwan, Harry Mulisch, Alice Munro, Michael Ondaatje, Amos Oz, Philip Roth, Salman Rushdie en Michel Tournier

### 2005
- Ismail Kadare (Albanië)
  - Jury: John Carey (voorzitter), Alberto Manguel en Azar Nafisi
    - Genomineerd: Margaret Atwood, Saul Bellow, Gabriel García Márquez, Günter Grass, Ismail Kadare, Milan Kundera, Stanisław Lem, Doris Lessing, Ian McEwan, Nagieb Mahfoez, Tomas Eloy Martinez, Kenzaburo Oë, Cynthia Ozick, Philip Roth, Muriel Spark, Antonio Tabucchi, John Updike en A.B. Yehoshua